# Арсений (Москвин, Фёдор Павлович)
Митрополит Арсе́ний (в миру Фёдор Павлович Москви́н; 1795, Воронье, Костромское наместничество — 28 апреля [10 мая] 1876, Санкт-Петербург) — епископ Русской православной церкви, митрополит Киевский и Галицкий.
Приобрёл широкую известность своими проповедями и борьбой с сектантством.

## Биография
Родился в 1797 году в селе Воронье (ныне — в Судиславском районе Костромской области), сын диакона.
Учился в Костромской семинарии, откуда в 1819 году поступил в Санкт-Петербургскую академию.
Во время обучения в академии он был пострижен в монашество 1 сентября 1821 года — с именем Арсений, а 5 сентября 1823 года рукоположен во иеромонаха.

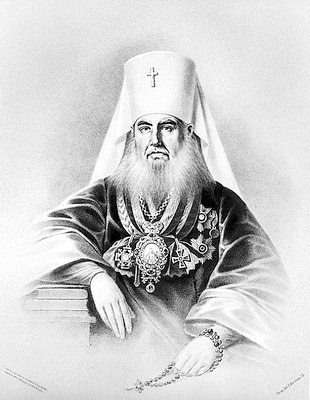
Арсений (Москвин). Автолитография Е. Белякова. Середина XIX века

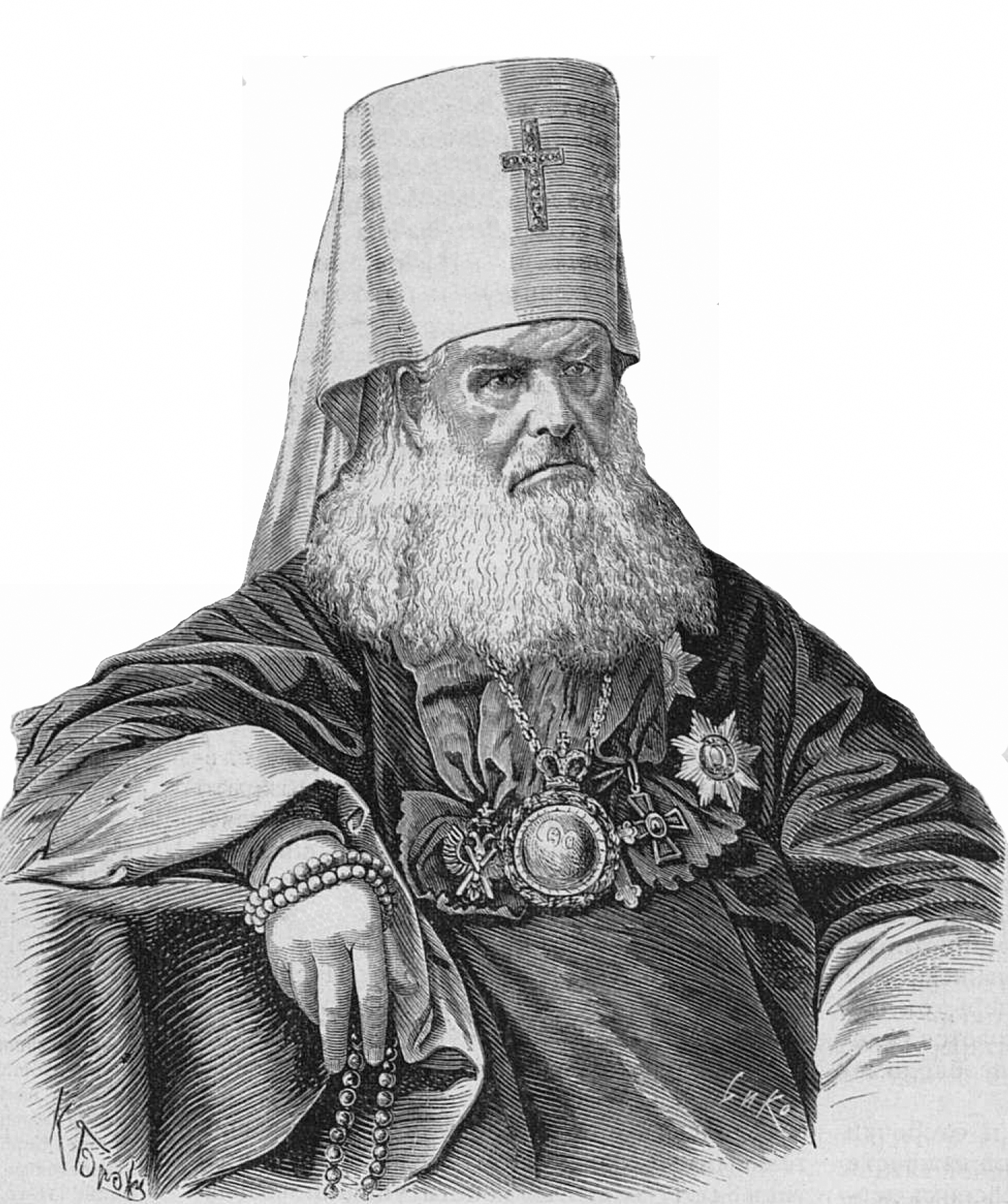
Арсений (Москвин). Рисовал К. О. Брож, гравировал Л. А. Серяков

По окончании курса академии в 1823 году со степенью магистра он был оставлен при ней бакалавром по богословским наукам; 1 сентября назначен помощником библиотекаря академии, а 14 июля 1824 года — библиотекарем; 16 октября 1824 года причислен к соборным иеромонахам Александро-Невской лавры.
Уже 25 августа 1825 года Арсений был назначен ректором Могилёвской духовной семинарии, преподаватель богословия; с 30 декабря — член Могилёвской духовной консистории. С 4 декабря 1826 года стал настоятелем Могилёво-Братского Богоявленского монастыря и приписанного к нему Буйницкого монастыря, с возведением в сан архимандрита. С 16 марта 1827 года он — благочинный монастырей Могилёвской епархии.
С 23 августа 1827 года — ректор Орловской духовной семинарии, с 30 ноября — настоятель мценского Петропавловского монастыря, с 16 февраля 1829 года — член Орловского тюремного комитета.
С 11 сентября 1829 года — ректор Рязанской духовной семинарии, настоятель рязанского Троицкого монастыря. При Арсении число учащихся в духовном училище и духовной семинарии достигло 1289 человек. По его инициативе в Троицком монастыре для предотвращения разрушения в результате весенних паводков с западной стороны был возведён ряд контрфорсов и повышен уровень земли. В мае 1830 года назначен настоятелем рязанского Преображенского монастыря.
С 25 апреля 1831 года ректор Тверской духовной семинарии, настоятель Отроча тверского монастыря, с 24 октября — Макариевского калязинского монастыря.
12 марта 1832 года наречён, 24 апреля в Казанском соборе Санкт-Петербурга хиротонисан во епископа Тамбовского и Шацкого.
Активно боролся с распространением сект молокан и духоборов в губернии, используя при этом жёсткие административные меры, за что получил выговор из Святейшего Синода.
С 5 апреля 1841 года — архиепископ Подольской епархии, а через 7 лет, 6 ноября 1848 года, он перемещён архиепископом в Варшаву с назначением управлять и волынской епархиею и быть священноархимандритом Почаевской лавры.
Наконец, 1 июля 1860 года Арсению Высочайше повелено быть митрополитом Киевским и Галицким, и Киево-Печерской Успенской лавры священноархимандритом, а также членом Св. Синода.
Скончался от инсульта 28 апреля (10 мая) 1876 года. Погребён в каменной церкви во имя Воздвижения Честного Креста, на Ближних пещерах, пред Казанской иконой Божией Матери.

## Сочинения
Из сочинений Арсения напечатаны:
- «Собрание бесед и речей», в 5 ч., СПб. 1874 г.;
- «Толкование на первые 26 псалмов», К., 1873 г.;
- «Изъяснение божественной литургии», К., 1874 г.;
- «Введение в книги Ветхого Завета», в «Трудах Киевск. дух. акад.» 1873 г.;
- "Замечания на книгу варшавского ксёндза Путятицкого «Pismo o religii naturalney i obiawioney», 1875 г.;
- «О молоканской и других сектах в тамбовской епархии», 1875 г.;
- «Три слова к священноцерковнослужителям», в «Страннике» 1873 г., т. III. Дела архива Св. Синода.